# Cyphura caudiferaria
Cyphura caudiferaria är en fjärilsart som beskrevs av Jean Baptiste Boisduval. Cyphura caudiferaria ingår i släktet Cyphura och familjen Uraniidae. Inga underarter finns listade i Catalogue of Life.